# Bagarius vegrandis
Bagarius vegrandis — вид сомоподібних риб родини Sisoridae. Описаний у 2021 році.

## Поширення
Вид поширений в Південно-Східній Азії. Мешкає в басейні річок Чао Прая та Меконг.

## Опис
Від інших видів роду відрізняється меншим розміром тіла (до 220 мм SL проти 520—1400 мм SL), а початок жирового плавця розташований помітно позаду (проти вертикального або дуже трохи заднього) відносно анального плавця.